# Slidin’ Slim
Slidin' Slim, (Linköping, 1969 –)  svéd bluesénekes, dzsesszgitáros.

## Pályafutása
Slidin' Slim svéd bluesénekes és gitáros, zeneszerző és szövegíró. Jerry Lee Lewis, Chuck Berry és Fats Domino hallgatása közben nőtt fel. Tizenkétévesen alakította meg első zenekarát. A legrangosabb svédországi blues-díj nyertese: a Janne Rosenqvist 2011-es emlékdíja a Jefferson Blues Magazine-tól. A skandináv fesztiválok gyakori vendége. Koncertezett Svédországban, Norvégiában, Finnországban, Dániában, Lengyelországban, Németországban, Hollandiában és az USA-ban.
1990-91 körül bűvölte el a delta blues: Son House, Charley Patton, Robert Johnson. 1994-től a bluesra koncentrált. Megtanult a slide gitáron játszani, azon pedig egy olyan gitározási technikát, amelyben játék közben egy tárgyat helyezhetnetnek a húrokra, hogy glissando hatást és mély rezgéseket keltsenek. Ekkor vette fel a Slidin' Slim becenevet, és elkezdett Fredrik Östergren zongoristával dolgozni.
A Slidin' Slim főleg a klasszikus blues ihlette dzsessz-sztenderdekkel, modernséggel ötvözi. 2007-ben felvett egy albumot, amely hídként kapcsolta össze a kort a múlt század blues-esztétikájával.
2009-ben Slim meghívást kapott Lengyelország. Ez volt az első közös fellépése Magda Piskorczykkal. Ahogy a Gitarzysta magazin 2010-ben megírta: "A közönség annyira megtetszett a közös fellépésük, hogy az eredetileg tervezett 15 percből 45 lett, és az ezt követő ráadások csak fokozták az elégedettséget." 2010 augusztusában kiadták a „Live at Satyrblues” című albumot, amely ennek a koncertnek a felvétele. 7 dalt tartalmaz, amelyeket az előadók felváltva énekelnek. Mindketten gitároznak: Magda Piskorczyk akusztikus gitáron, Slim pedig még két zenésszel. A Magda Piskorczykkal való koncert Slim hetedik albuma volt.
2016-ban Slidin' Slim és Erick Hansson kiadta a „Better Later Than Never” című albumot, amely sok éves ismeretség eredménye. 10 dalt rögzítettek Surjo Benigh producerrel.

## Albumok
- I've had my fun (1997)
- One man, a whole lotta blues (2005)
- One man riot (2007)
- Live At Satyrblues − CD/DVD (2009)

### Slidin’ Slim & Big Fred
- The stars come out at night (1998)
- Ten long years (2004)

## Díjak
- 2011: Janne Rosenqvist-díj

## Fordítás
Ez a szócikk részben vagy egészben  a   Slidin' Slim című lengyel Wikipédia-szócikk ezen változatának fordításán alapul.  Az eredeti cikk szerkesztőit annak laptörténete sorolja fel. Ez a jelzés csupán a megfogalmazás eredetét és a szerzői jogokat jelzi, nem szolgál a cikkben szereplő információk forrásmegjelöléseként.